# Сухлянка дворічна
Сухля́нка дворі́чна, кольтри́ція дворі́чна (Coltricia perennis (L.: Fr.) Murrill.) — неїстівний шапинковий гриб з роду сухлянок (Coltricia).

## Будова

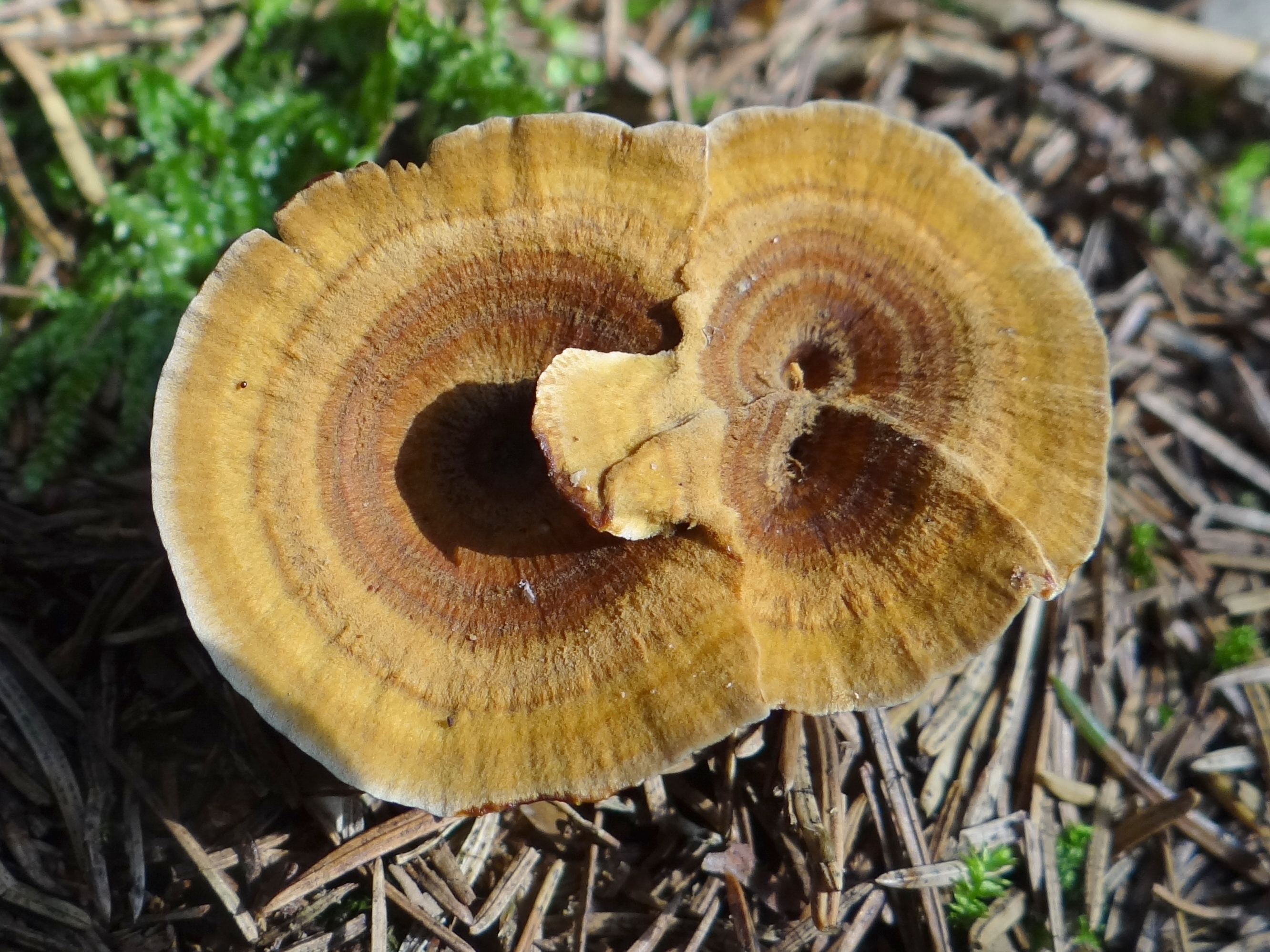
Сухлянка дворічна

Шапинка 2-10 см в діаметрі, 1-4 мм товщиною, лійкоподібна, поверхня ніжнооксамитова, з віком гола, іржава, коричнева, інколи сірувата. Тканина шапинки дуже тонка, волокнисто-шкіряна, іржаво-бура, однорідна. Трубочки 1-3 см завдовжки, спускаються по ніжці, сірувато-коричневі, з тонкими краями. Споровий порошок іржаво-вохряний. Спори 6-9 х 4-4,5 мкм, еліпсохдні, слабо приплюснуті. Пори 2-4 на 1 мм. Ніжка центральна, торочкува, здута, 1,5-3 см довжиною, до 3-4 мм в діаметрі, інколи плоска, одного кольору з шапинкою.

## Поширення та середовище існування
Росте на піщаному ґрунті в хвойних та мішаних лісах, особливо після пожеж. Ростуть в помірних поясах обох півкуль. Дуже поширений вид, космополіт. Поширений по всій території України, в хвойних лісах.

## Практичне використання
Харчової цінності не має. Неїстівний гриб.